# Antonio Aparisi y Guijarro

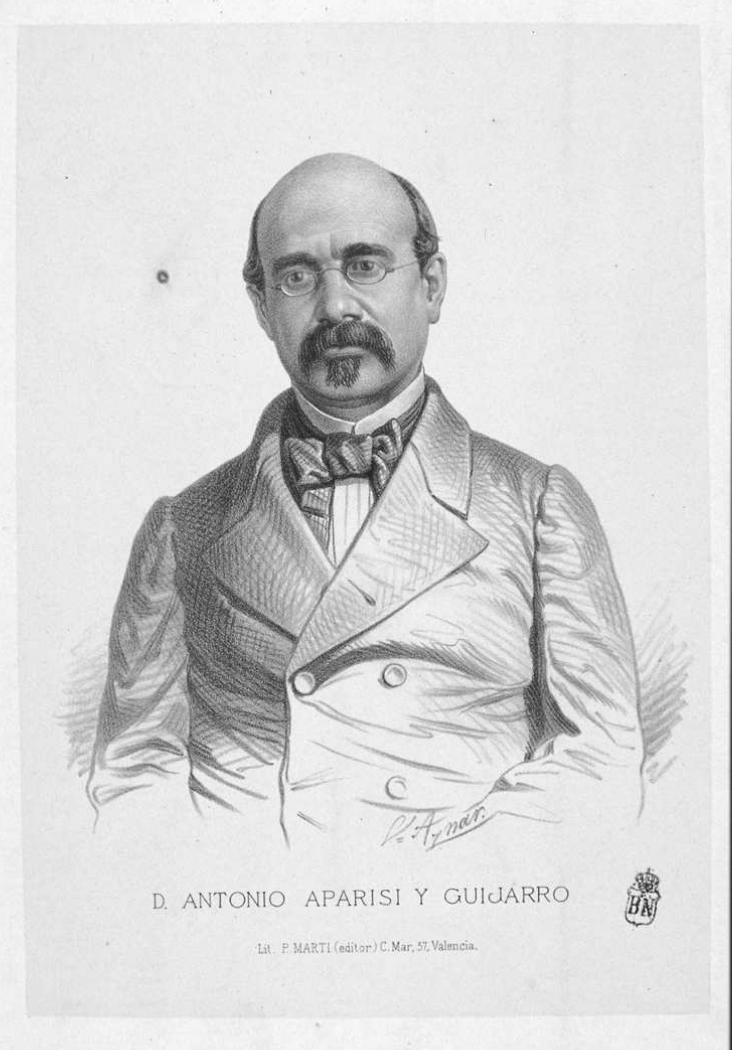
Antonio Aparisi Guijarro, grabado de Vicente Aznar.

Antonio Aparisi Guijarro (Valencia, 29 de marzo de 1815-Madrid, 5 de noviembre de 1872) fue un jurista, político y periodista tradicionalista español. En 1866 fue elegido académico de número de la Real Academia Española, aunque no llegó a tomar posesión de su asiento, y académico de número de la Real Academia de Ciencias Morales y Políticas.

## Biografía

### Familia y primeros años
Nació en Valencia en 1815. Su padre, oficial mayor de la Contaduría del Ejército y comisario de guerra honorario, aun teniendo una posición económica bastante holgada era caritativo hasta la prodigalidad, por lo que al morir, siendo Antonio Aparisi aún muy niño, dejó a la familia en una situación económica muy delicada. Fue un amigo suyo, hombre muy instruido, el que se hizo cargo de la educación del joven Antonio. Desde su niñez habló el valenciano con la misma fluidez que el castellano.

### Formación
Al llegar a la edad preceptiva ingresó en el Colegio Andresiano de Valencia, regentado por los escolapios, donde estudió latín y versificación. Poco después cursó estudios de Historia, Filosofía, Literatura y Moral, y comenzó la traducción al castellano de algunas obras poéticas de Virgilio, Camõens y Milton. 
Ingresó en la Universidad de Valencia para cursar estudios de Derecho, obteniendo en dicha universidad la licenciatura en Derecho. El 3 de julio de 1839 recibió la investidura como abogado en el Colegio de Valencia.

### Vida como abogado
Una vez culminados sus estudios comenzó a ejercer como abogado, particularmente en las áreas de derecho civil, derecho canónico y derecho penal. Repetía con frecuencia que la única parte dolorosa de su profesión era "la necesidad de cobrar para vivir". Accedió a llevar muchos casos de gente humilde a los que creía que asistía la justicia frente a los poderosos, aceptando muchos casos sin cobrar. 
No obstante, su gran vocación era la política al servicio de unos muy sólidos ideales católicos, que lo llevaron a afiliarse, apenas acabados sus estudios, en el partido tradicionalista, del que años más tarde sería jefe.

### Vida como escritor y político
En 1843 fundó la revista La Restauración, y en 1855 el periódico El Pensamiento de Valencia. En 1858 conseguía su primer acta de diputado por Valencia, defendiendo en las Cortes el poder temporal de los papas y acreditándose como gran orador. De 1862 a 1872 dirigió[cita requerida] La Regeneración, a través de cuyas páginas, así como desde la tribuna pública, atacó al liberalismo, la democracia y, muy especialmente, el krausismo. El 3 de diciembre de 1860, invitado por Orti y Lara, pronunció un discurso en la Sociedad Literario-Católica La Armonía, que constituyó un grito de combate contra los enemigos de la España tradicional católica y en el que afirmaba: La razón iluminada por la fe se llama Santo Tomás de Aquino; la razón enemiga de la fe se llama Federico Krause. También por estos años colaboró en La Esperanza y La Estrella.
En 1865 es nuevamente elegido diputado por Valencia y Pamplona y al año siguiente la Real Academia Española lo nombraba miembro de número (para la silla g) de la Corporación, aunque no llegó a tomar posesión del cargo, pues la revolución de septiembre de 1868 lo obligó a rebasar la frontera francesa, emigrando a París, donde intentó sin éxito la reconciliación del pretendiente don Carlos María de Borbón con Isabel II. Ese mismo año de 1866, también fue elegido para la Real Academia de Ciencias Morales y Políticas. En 1870 asistió a la conferencia del carlismo en Vevey (Suiza) y en aquel mismo año lo recibió Pío IX en audiencia privada. Por iniciativa suya se fundó el Directorio Central del Partido Carlista en París. De regreso en España, la provincia de Guipúzcoa lo eligió senador, cargo en el que le sorprendió la muerte el 5 de noviembre de 1872, mientras se dirigía al Teatro Real en un coche de punto, acompañado por su amigo Gabino Tejado.
Muy influenciado en su pensamiento por Jaime Balmes y Donoso Cortés, su obra constituye hoy uno de los más sólidos pilares del tradicionalismo, siendo perceptible a su vez su presencia doctrinal en varias de las figuras que le sucedieron en las filas del carlismo, como Enrique Gil Robles, Vázquez de Mella y Víctor Pradera.

## Distinciones
- Académico de número de la Real Academia Española (desde 1866).

## Obras
- Poesías: Oda al Sol; Oda a la espada de don Jaime el Conquistador. Oda a España y África.
- Folletos: La cuestión dinástica; El rey de España; La restauración.
- Drama: Doña Inés de Castro
- Tragedia: La muerte de Don Fadrique
- Pensamientos y poesías
- Discursos parlamentarios
- Discursos forenses